# Jean-Marie Gustave Le Clézio
Jean-Marie Gustave Le Clézio, född 13 april 1940 i Nice, är en fransk-mauritisk författare som debuterade med romanen Rapport om Adam 1963. Han tilldelades Nobelpriset i litteratur år 2008 med motiveringen "uppbrottets, det poetiska äventyrets och den sinnliga extasens författare, utforskare av en mänsklighet utanför och nedanför den härskande civilisationen".

## Biografi
Jean-Marie Gustave Le Clézio föddes 1940 i Nice, som son till Raoul och Simonne Le Clézio, som var kusiner och hade gift sig 1933. Hans far var brittisk medborgare från Bretagne, och läkare, och var liksom hustrun bosatt på Mauritius, där deras släkt i generationer varit bankirer. Le Clézio växte alltså upp i ett tvåspråkigt hem, med franska och engelska. Jean-Marie Gustave har en äldre bror.
När Le Clézio föddes var Frankrike indraget i andra världskriget, och fadern hade sin tjänst förlagd i Nigeria. När Le Clézio var åtta flyttade mor och barn till fadern i Nigeria; två år senare flyttade familjen tillbaka till Frankrike. 
Le Clézio studerade engelska vid Bristol University under slutet av 1950-talet, fortsatte studierna vid Institut d’Études Littéraires i Nice, och med en masterexamen för ett arbete om Henri Michaux vid universitetet i Aix-en-Provence. Han gjorde sin militärtjänst 1967 i Thailand, men förflyttades till Mexiko efter att han protesterat mot barnprostitutionen. 1977 lade han fram sin doktorsavhandling i historia vid universitetet i Albuquerque, och 1983 doktorerade han i Mexikos historia vid universitetet i  Perpignan. Han har sedan dess varit verksam som lärare vid ett flertal lärosäten runt om i världen, bland annat i Bangkok och Mexico City. Under dessa år har han samtidigt varit på resande fot, vistats i ökenlandskap och levt med ursprungsbefolkningar som tuareger i Sahara och indianer i Panama. Orsaken till denna livsföring har uppgetts vara att Le Clézio sökt en högre andlig mening i tillvaron.
Le Clézio gifte sig 1975, med Jemia från Marocko. De är bosatta i Nice, Mauritius och Albuquerque.

## Författarskap
Le Clézios skönlitterära författarskap innefattar romaner, novell- och essäsamlingar, översättningar av indiansk folklitteratur, och barn- och ungdomslitteratur. Han debuterade 1963 med romanen Le procès-verbal (Rapport om Adam), och rönte stor uppmärksamhet för den. Hans stora genombrott kom emellertid 1980 med romanen Désert (Öken).
Le Clézios tidiga romaner, som delvis anknyter till nouveau roman, visar drag av Jean-Paul Sartre och Albert Camus, men också av de franska symbolisterna. Själv har Le Clézio nämnt Stig Dagerman, vars debutroman Ormen han under 1970-talet introducerade till fransk publik, och den amerikanske författaren J.D. Salinger som två av sina främsta förebilder.
Encyclopedia Britannica karaktäriserar hans författarskap som "apokalyptiska romaner" som berättar om alienationen inför den teknologiska utvecklingen och konsumismen. Det har också beskrivits som en ontologisk förtvivlan, på jakt efter något oerhört och efter mysticism. Författarskapet förs ibland till den postkoloniala litteraturen, men också dess ekologiska medvetenhet brukar framhållas. Språkligt sett finns en strävan efter att fjärma litteraturen från talspråket, och den lyriska tendensen är framträdande. 
Genomgående har Le Clézio behandlat icke-europeiska kulturer. Platserna fungerar inte bara som berättelsernas rum; mötet mellan européer och andra folkslag är ett återkommande tema, som Le Clézio framställer i kritik mot den västerländska kulturen. Han har beskrivit Afrika och fadern i böckerna Onitsha (1991) och Afrikanen (2004) och farfaderns liv på Mauritius i Skattsökaren (1985). Öken utspelar sig i nordafrika och andra romaner i Mexiko och Indiska oceanen. I boken Raga. Att nalkas den osynliga kontinenten (2006) skildras en resa till ön Pentecôte i Stilla Havet vars gamla kultur nästan ödelagts av kolonialism och globalisering.
I sitt senare författarskap har Le Clézio i tilltagande grad använt sig av självbiografiskt stoff, och skrivit om barndomen. Allt är vind (Révolutions, 2003) som skildrar de egna uppväxtåren och släktens historia sammanfattar författarskapets viktigaste teman: minnet, exilen, ungdomens uppbrott och kulturernas konflikter. I romanen Hungerns visa (Ritournelle de la faim, 2008) skildrar Le Clézio sin mors liv i Frankrike före och under andra världskriget.

## Priser och utmärkelser

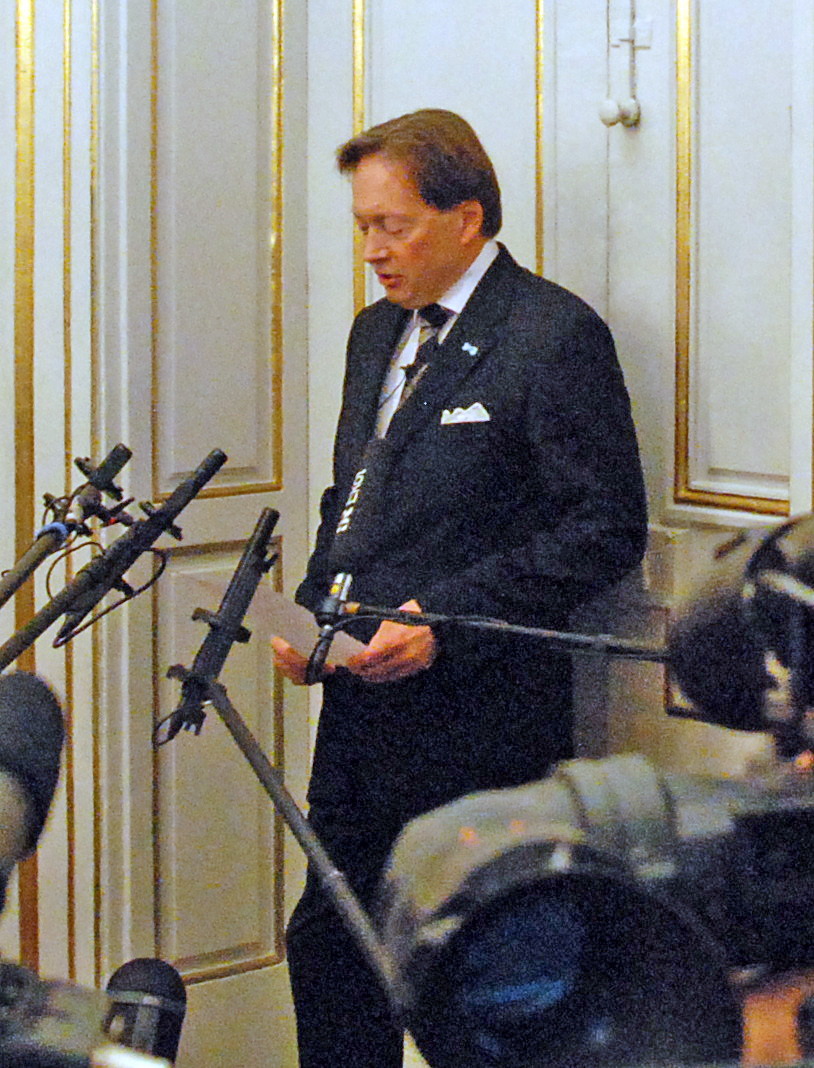
Horace Engdahl, då Svenska Akademiens ständige sekreterare, kungjorde Le Clézios Nobelpris den 9 oktober 2008 klockan 13.00 svensk tid.

För sin första roman, Le procès-verbal (Rapport om Adam) nominerades Le Clézio till Prix Goncourt och erhöll Prix Renaudot. 2008 tilldelades han Stig Dagermanpriset. Samma år tilldelades han Nobelpriset i litteratur.

### Le Clézios litterära priser & utmärkelser
- 1963: Prix Théophraste-Renaudot
- 1972: Prix Littéraire Valery-Larbaud
- 1980: Grand prix de littérature Paul Morand,
utdelat av Franska akademien
- 1997: Grand Prix Jean-Giono
- 1998: Prix Prince-de-Monaco
- 2008: Stig Dagermanpriset
- 2008: Nobelpriset i litteratur

## Utgivning på svenska
Le Clézio tillhör de allra mest översatta franskspråkiga författarna i världen. Inte minst det svenska språket framstår som synnerligen välförsett. Av de 43 franska originalverk Svenska Akademien listar anges 16 vara översatta till tyska, 15 till svenska och 12 till engelska.

### 1964–1995
Den svenska utgivningen inleddes redan med Le Clézios förstlingsverk. När han introducerade Stig Dagermans författarskap i Frankrike kom han i kontakt med Disa Törngren, som då var förläggare på Geber förlag. Hon började ge ut honom på svenska med debutboken Rapport om Adam som första titel 1964. Erland Törngren, Disas son, tog över förläggarskapet och förde med sig rättigheterna till Norstedts när dessa köpte upp Gebers. Han var ansvarig för utgivningen av Le Clézios böcker till och med Skattsökaren (1990). Efter att Törngren slutade på Norstedts i början av 1990-talet utkom förlaget med ytterligare en titel, Vandrande stjärna (1995), innan man släppte författarskapet efter 31 år och tolv utgivna verk.

### 2005–
Det dröjde till 2005 innan Le Clézio fick en ny svensk förläggare. I och med utgivningen av fadersporträttet Afrikanen (2005) tog nu Elisabeth Grate Bokförlag över förläggarskapet. Man följde upp med utgivningen av Allt är vind 2007 och Raga - Att nalkas den osynliga kontinenten 2008.

### Översättare
Den finlandssvenska översättaren Ulla Bruncrona har stått för den svenska översättningen av de flesta av Le Clézios verk med sammanlagt elva titlar från och med Terra amata 1969 till Raga - Att nalkas den osynliga kontinenten 2008. Redan tidigare fanns tre av Le Clézios romaner på svenska: Rapport om Adam, Febern och Syndafloden, den första översatt av Aslög Davidson, de två senare av C.G. Bjurström. Essäsamlingen Jordisk extas (1969) är översatt av Eva Alexanderson.